# Georges Meurdra
 (août 2021).
Georges Meurdra, né le 12 février 1960 à Strasbourg, est un sculpteur français que l'on associe au mouvement de l'expressionnisme abstrait.

## Biographie
Sorti de l'école régionale des beaux-arts de Valence (Drôme) en 1983, Georges Meurdra élabore depuis une œuvre singulière qui se caractérise par la spontanéité du mouvement, des équilibres improbables et l'utilisation de l'acier.
Associé à La Vie des Formes depuis sa rencontre avec le sculpteur américain Mark di Suvero en 1988, il a travaillé notamment à Chalon-sur-Saône et à New York à la réalisation de sculptures monumentales.
Il vit et travaille dans la Drôme, à Beaumont-lès-Valence.

## Œuvres
L'artiste utilise principalement de l'acier de récupération. Ses techniques habituelles sont la soudure, l'oxycoupage, l'usinage par abrasion et l'ébarbage.
Plusieurs de ses œuvres monumentales font partie de collections privées ou sont exposées dans des lieux publics, notamment :
- Ring 1, 1985, Institut d'art contemporain de Villeurbanne, Villeurbanne, France
- Up Saone River, 1988, Ville de Romans-sur-Isère, Drôme, France
- Face à l'océan, 1992, Ville de Romans-sur-Isère, Drôme, France
- Kaydara, 2002, Ville de Caudry, Nord-Pas-de-Calais, France
- Scanda, 2005, Ville de Chalon-sur-Saône, Saône-et-Loire, France
- Astrolabe, 2011, Ville de Beaumont-lès-Valence, Drôme, France
- Aum, 2020, ville de Valence, Drôme

### Autres sources
- Crest : Bois, métal et lumière dans la Tour, Le Dauphiné, 31 juillet 2011.
- Fer Lumière Georges Meurdra - Sculptures / Emmanuel Georges - Photographies, La Fabrique de l'Image, 2011.
- Georges Meurdra, Artiste sculpteur du métal, site officiel de Beaumont-lès-Valence.
- Georges Meurdra - Serge Landois - Daniele Orcier: le Musée de Valence, 22 Déc. 86-31 Janv. 87, Musée des Beaux-Arts et d'Histoire Naturelle. Valence, Rhône, 1987.